# Matelea mayana
Matelea mayana är en oleanderväxtart som beskrevs av C.L. Lundell. Matelea mayana ingår i släktet Matelea och familjen oleanderväxter. Inga underarter finns listade i Catalogue of Life.